# Gradišče pri Raki
Gradišče pri Raki este o localitate din comuna Krško, Slovenia.